# Trechus schyberosiae
Trechus schyberosiae is een keversoort uit de familie van de loopkevers (Carabidae). De wetenschappelijke naam van de soort is voor het eerst geldig gepubliceerd in 2011 door Szallies & Schüle.